# 陕西山光杜鹃
陕西山光杜鹃（学名：Rhododendron oreodoxa var. shensiense）为杜鹃花科杜鵑花屬下的一个变种。